# Zawada (powiat starogardzki)
Zawada – wieś kociewska w Polsce położona w województwie pomorskim, w powiecie starogardzkim, w gminie Zblewo.
W latach 1975–1998 miejscowość należała administracyjnie do województwa gdańskiego.